# 圣五伤医院

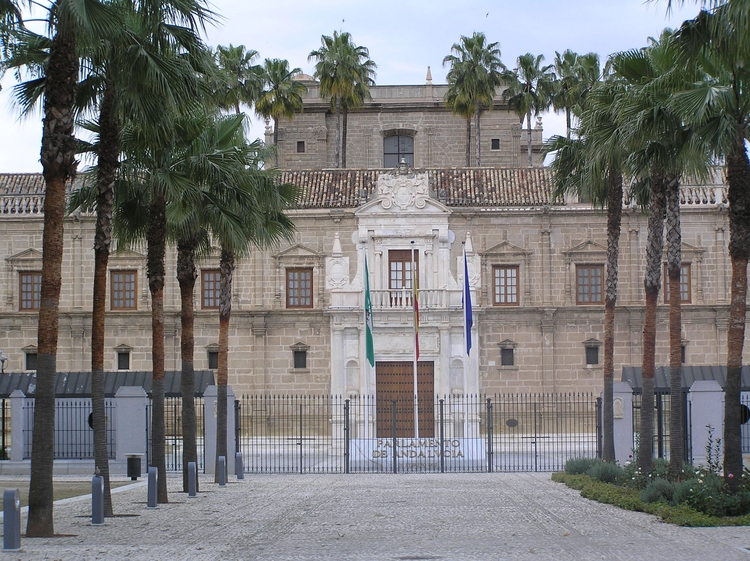
五圣伤医院

五圣伤医院（Hospital de las Cinco Llagas）是西班牙塞维利亚的一座历史建筑，目前为安达卢西亚议会所在地。
这座长方形建筑始建于1546年，1558年开幕时尚未完成。原计划构建10个庭院，只完成了9个，其中有8个目前尚存。该建筑最有特色的部分是教堂，位于左侧的中央庭院，拉丁十字平面，西班牙文艺复兴风格。其独特的正祭台是由迭戈-洛佩斯·布埃诺设计。
这座建筑在1972年以前是一所医院。荒废多年后，1986年计划将其修复，改为安达卢西亚自治区议会所在地。1992年2月28日（安达卢西亚日）开幕。修复工程直到2003年才完成。